# James Anderson (wolnomularz)
James Anderson (ur. ok. 1680 w Aberdeen, zm. 28 maja 1739) pastor prezbiteriański, wolnomularz, autor "Konstytucji Wolnomularzy", zwanych później od jego nazwiska "Konstytucją Andersona"

## Życiorys

### Działalność duszpasterska
Niewiele wiadomo o młodości Jamesa Andersosna. Urodził się około roku 1680 (niektóre źródła podają 1683) w Aberdeen, w północno-wschodniej Szkocji. Był absolwentem tamtejszego uniwersytetu. W 1707 roku został ordynowany na pastora Kościoła Szkockiego i przeniósł się do Londynu. Tam był kaznodzieją kongregacji na Glass House Street (do 1710 roku), kościoła prezbiteriańskiego na Swallow Street (do 1734 roku) i kaplicy na Lisle Street (aż do śmierci).

### Konstytucja Andersona

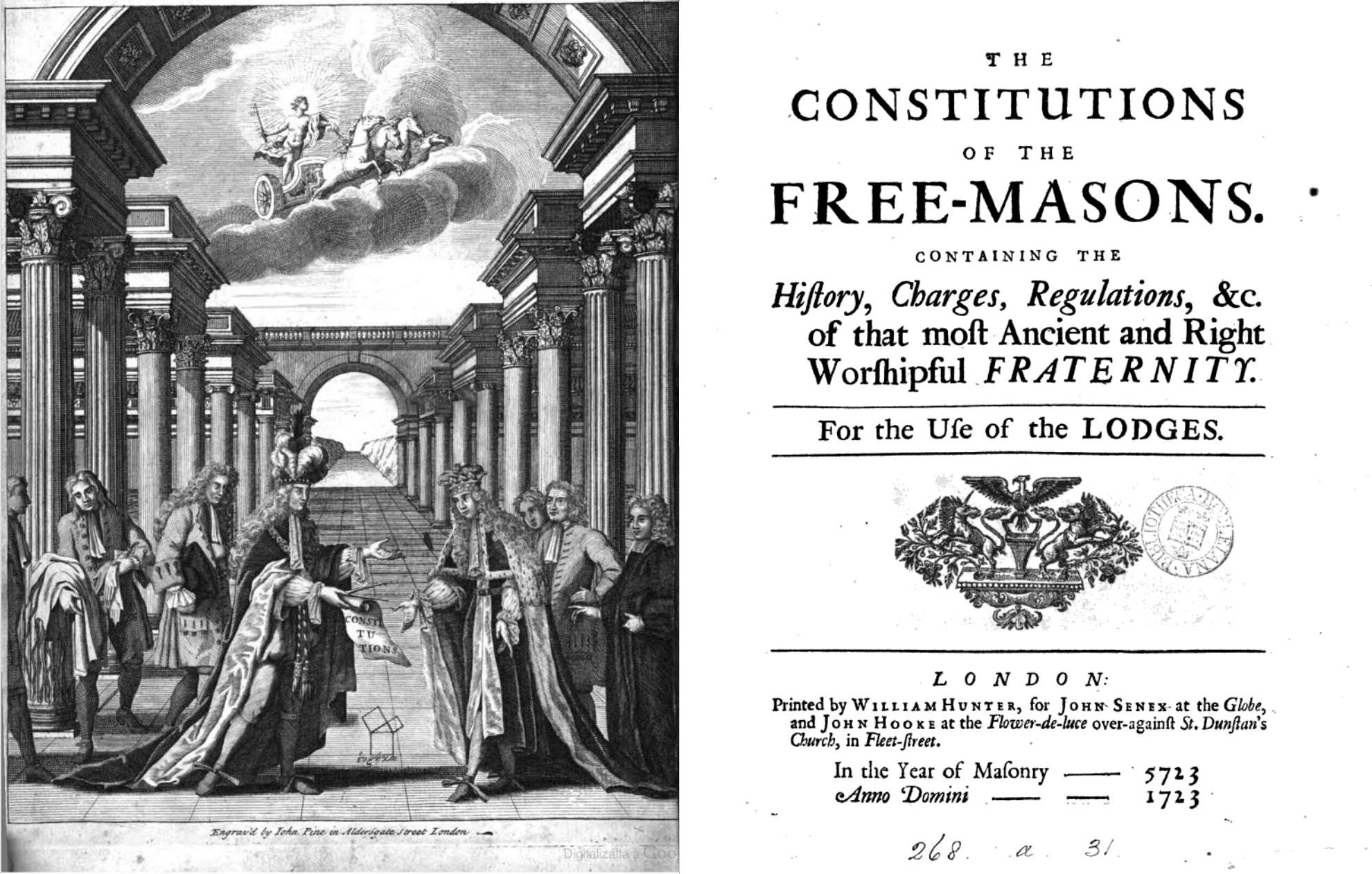
"Konstytucja Andersona"

James Anderson był wolnomularzem, Wielkim Dozorcą Wielkiej Loży Londynu i Westminsteru. We wrześniu 1721 roku Wielka Loża Londynu zleciła mu kodyfikację zasad organizacyjnych i podstaw ideowych (zreorganizowanego przed 4 laty) stowarzyszenia. Stare przepisy obowiązywały w różnych wersjach w poszczególnych lożach i wymagały ponownego rozpatrzenia. Praca została wydana w 1723 roku jako "Konstytucje Wolnych Mularzy" (The Constitutions of the Free-masons). Nazwisko Andersona nie pojawiło się na stronie tytułowej, ale jego autorstwo zostało wyszczególnione w suplemencie. Z czasem "Konstytucje" zaczęto nazywać potocznie "Konstytucją Andersona"